# Kids in the Way
Kids in the Way (abgekürzt KITW) ist eine christliche Alternative-Rock-Band aus Noblesville, Indiana. Die Band wurde 1997 unter dem Namen Serenity gegründet und löste sich im Sommer 2007 auf. Im Jahr 2009 gründete sich die Band neu. Zurzeit sind sie auf der "Back in the Game Tour" in Deutschland.
Als musikalische Einflüsse nennen sie Thrice, AFI, Mew, Bush, M83, Sigur Rós, Brand New und AC/DC.

## Geschichte
Im Jahr 1997 gründeten der Sänger David Pelsue, der Gitarrist Nathan Ehman und der Drummer Eric Carter die Band. Als sie noch unter dem Namen Serenity bekannt waren, spielten sie deutlich weicheren Rock als nach der Namensänderung.
Als Kids in the Way veröffentlichten sie die Self Titled EP, durch deren Erfolg sie weitere Aufnahmen veröffentlichen und einige Shows mit Audio Adrenaline spielen konnten. Dies war besonders wichtig für den Vertragsschluss mit Flicker Records.
Nach der erfolgreichen Veröffentlichung ihres ersten Albums Safe from the Losing Fight traten sie mit größeren Bands wie Fireflight, Pillar und Relient K auf.
2007 löste sich die Band aus unbekannten Gründen auf und sagte sogar eine bereits begonnene Tour mit ihnen als Headliner ab, jedoch folgte bereits 2009 die Wiedervereinigung.  Daraufhin spielten sie einige Shows in ihrem Heimatstaat Indiana.
Am 12. Januar 2010 gab die Band bekannt, dass sie an einer noch namenlosen EP arbeiten, die im März veröffentlicht werden sollte.

## Diskografie
- Kids in the Way EP (2002, Independent-Label)
- Safe from the Losing Fight (26. Dezember 2003, Flicker Records)
- Apparitions of Melody (10. Mai 2005, Flicker Records)
- Apparitions of Melody: The Dead Letters Edition (8. August 2006, Flicker Records)
- A Love Hate Masquerade (18. September 2007, Flicker Records)